# Leonardo Moreira
Leonardo Fernandes Moreira (Juiz de Fora, 20 de julho de 1974 — Juiz de Fora, 1 de dezembro de 2020)  foi um político, empresário e produtor rural brasileiro, havendo sido por três vezes deputado estadual em Minas Gerais.

## Carreira política
Filho do também político Edmar Moreira, que se tornou conhecido nacionalmente por ter construído um grande castelo. Foi eleito para seu primeiro mandato na Assembleia Legislativa de Minas Gerais em 2003, sendo reeleito nas duas legislaturas seguintes; formado em direito, e havia iniciado a carreira político como assessor do pai, então deputado federal, atuando no Partido da Frente Liberal e depois passando para o Partido Liberal.
Leonardo Moreira morreu de infarto agudo do miocárdio no hospital em que se encontrava internado para tratamento de complicações derivadas de uma apendicite; após velado, seu corpo foi sepultado no cemitério do distrito de Carlos Alves (São João Nepomuceno).